# Pyongyang Racer
Pyongyang Racer (Hangul: 평양 레이서; tạm dịch: Đua xe Bình Nhưỡng) là một game đua xe do sinh viên Trường Đại học Công nghệ Kim Chaek cùng hãng Nosotek tạo ra và được phát hành bởi Koryo Tours, một công ty du lịch chuyên tổ chức các chuyến viếng thăm Bắc Triều Tiên.

## Lối chơi
Lối chơi của Pyongyang Racer chủ yếu tập trung vào việc lái một chiếc xe không xác định, có thể do hãng xe Pyeonghwa Motors thực hiện, đi qua khắp phố phường thủ đô Bình Nhưỡng. Cụ thể, một số quy tắc và quy định buộc người chơi phải tuân theo, chẳng hạn như sự cần thiết phải liên tục đâm vào các thùng xăng để duy trì đồng hồ báo mức nhiên liệu đang cạn kiệt. Ngoài ra, người chơi sẽ phải né tránh một số chướng ngại vật và đối tượng nếu không sẽ bị trừ điểm.

## Phát triển và phát hành
Pyongyang Racer được phát triển vào năm 2012 bởi một vài sinh viên của Trường Đại học Công nghệ Kim Chaek cộng tác với Nosotek, một công ty vốn mạo hiểm của Bắc Triều Tiên tập trung vào mảng công nghệ thông tin. Koryo Tours, một công ty du lịch của Anh chuyên tổ chức các chuyến viếng thăm Bắc Triều Tiên đã giao nhiệm vụ tạo ra game này cho Nosotek, nhằm quảng bá du lịch của đất nước đến với người dân phương Tây.
Đồ họa của game không cùng chung thời kỳ của nó; một nhà phê bình đã đánh đồng chúng với những tựa game của hệ máy Sega Saturn và một số game khác trong thời kỳ 32-bit nói chung. Lời châm biếm này không có chủ ý; Koryo nói rằng Pyongyang Racer "không dự định trở thành một tựa game tuyệt đỉnh với công nghệ cao cấp của thế kỷ 21" mà là một trò chơi mang phong cách arcade kiểu retro. Không giống như hầu hết các game đua xe, Nosotek và Koryo không đưa thêm AI hay bất kỳ một chế độ chơi nối mạng nào cả. Game đã được phát hành trước đó trong suốt một tuần lễ vào thứ Năm ngày 20 tháng 12 năm 2012 dành cho trình duyệt Internet.

## Đón nhận phê bình
Pyongyang Racer đã bị báo chí game và các nguồn tin khác phê bình gay gắt. Brian Ashcraft của Kotaku cho biết rằng trong lúc nó vượt quá sự mong đợi của ông về một trò chơi được sản xuất bởi quốc gia này tuy vẫn "chưa được tốt lắm". Fruzsina Eördögh của Slate nói rằng nó "chẳng khiến tôi muốn đến thăm Bắc Triều Tiên sớm hơn chút nào." Chris Welch của The Verge thậm chí không thể nghĩ ra bất cứ điều gì tích cực hơn để nói về trò chơi ngoại trừ nó là một trong những tựa game đầu tiên được phát triển ở Bắc Triều Tiên.

## Tác động và bán hàng
Pyongyang Racer cũng khá phổ biến trên Internet cũng như những người không muốn đến thăm Bắc Triều Tiên đã tìm hiểu về cách bố trí của Bình Nhưỡng. Những cảm tình viên của cựu lãnh đạo Kim Jong-il và Bắc Triều Tiên nhìn chung được đưa vào game khá tốt. Độ phổ biến của nó đủ để tải từ trên trang web xuống dành cho một số người sử dụng tạm thời. Koryo Games đã sản xuất mẫu áo thun dựa trên trò chơi này và bày bán chúng trên website chính thức của hãng.